# Emetofilia
L'emetofilia (dal greco emetos "vomito" e filia "amore") è una parafilia in cui un individuo è sessualmente eccitato dal vomito o dal vomitare o nell'osservare altri vomitare. Viene anche chiamato come feticismo del vomito. Alcuni "emetofili" traggono piacere sessuale nel vomitare sul proprio partner. Questa pratica è talvolta chiamata doccia romana, termine derivante dalla sbagliata credenza secondo la quale nelle feste dell'antica Roma sarebbe stata usanza vomitarsi addosso.